# Glàmping

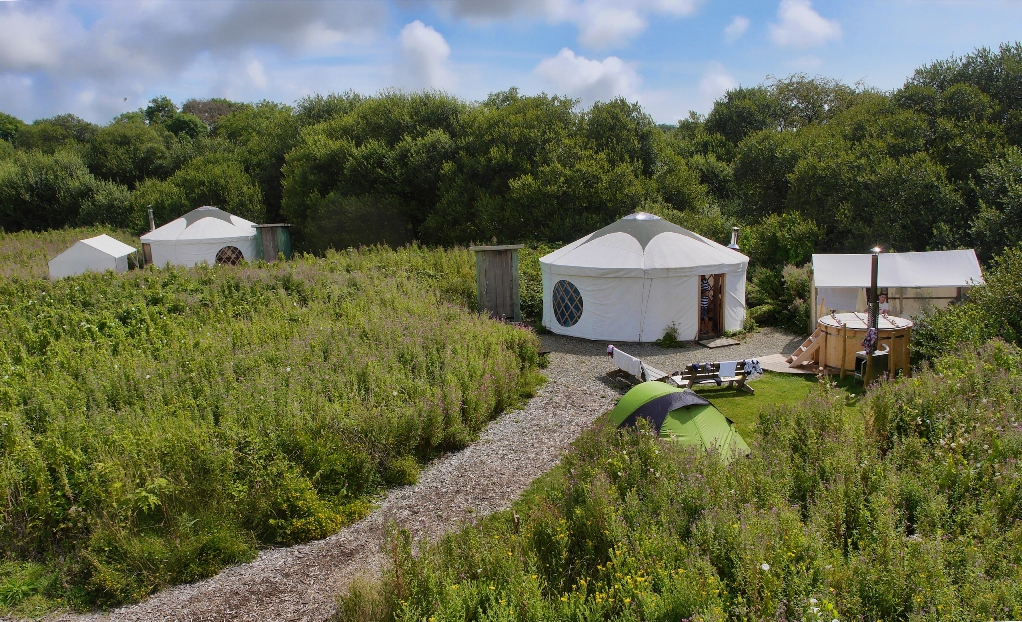
Un "poble" de glamping amb iurtes semipermanentes, camins de grava i un jacuzzi

Glàmping, glampin o càmping de luxe és un servei d'acampar a l'aire lliure amb instal·lacions de luxe. El terme, encunyat a Gran Bretanya al 2005, és una fusió de les paraules glamour i càmping. El servei es promociona com una manera de gaudir de la natura en una acampada amb la comoditat d'allotjaments més sofisticats.
Aquest enfocament busca minimitzar qualsevol impacte, preservant l'entorn natural sense alterar-lo, mantenint un equilibri sostenible, tot i que sovint es troben també en zones concretes de càmpings convencionals.

## Definició

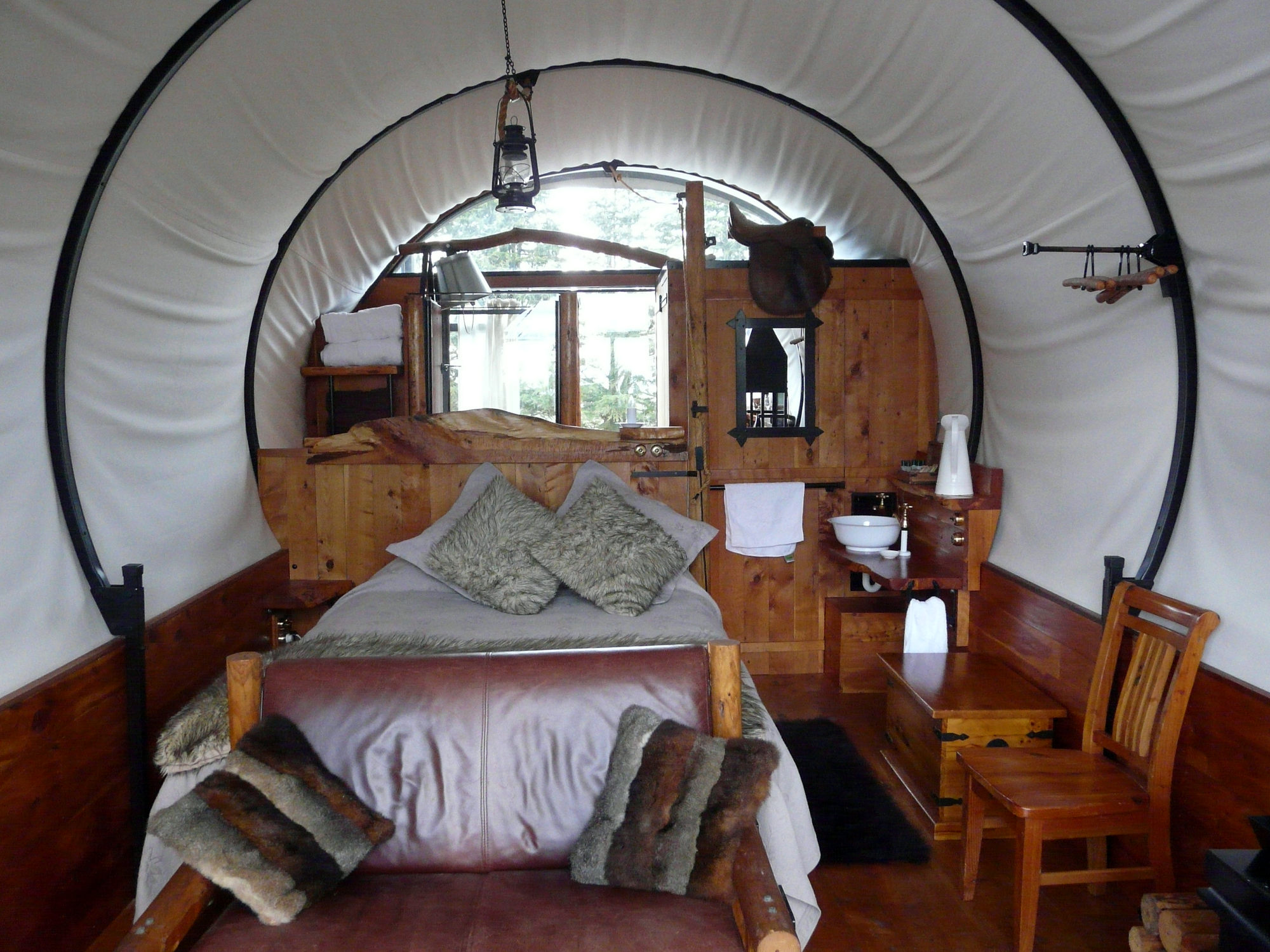
Interior d'una cabanya d'un Glamping.

Glàmping, anomenat també càmping amb comoditats, boutique càmping, luxury càmping, comfy càmping és una variant del turisme ecològic que ofereix al viatger estar en contacte directe amb el mitjà sense refusar del confort i el benestar. Els allotjaments de glamping es troben sempre a l'aire lliure, i sovint, dins de parc nacionals, en zones muntanyenques, camps, boscos, selves, deserts o extensos jardins. Cada glamping compta obligatòriament amb un llit (molt sovint de matrimoni), un bany privat, serveis exclusius i una zona de relax per a apreciar la naturalesa que l'envolta.

## Modalitats de glàmping

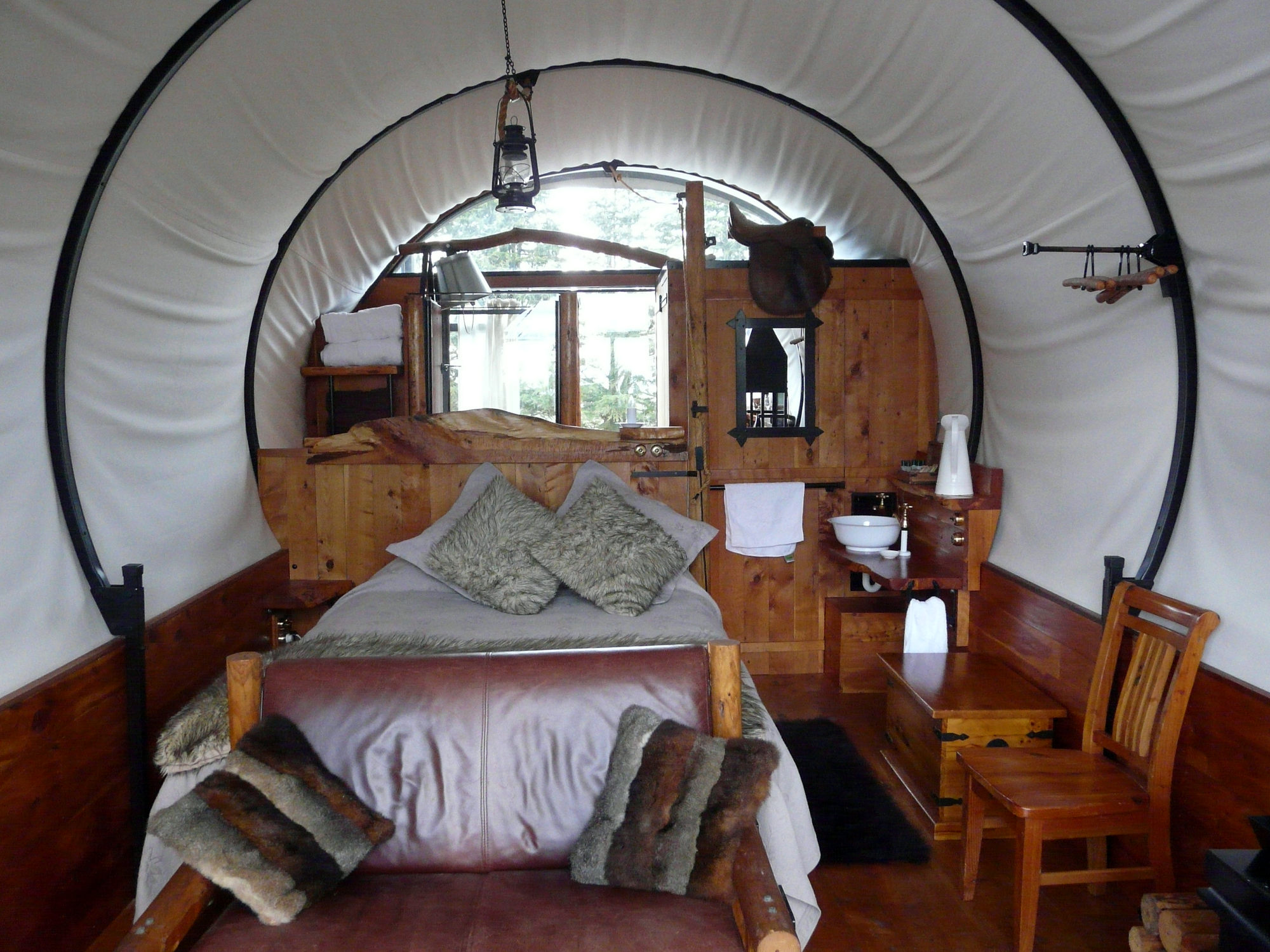
Interior d'una cabanya d'un Glamping.

Les modalitats del glàmping inclouen una gran varietat d’allotjaments que combinen el contacte amb la natura i el confort propi d’un hotel. Entre les opcions més comunes hi ha les tendes safari, àmplies i equipades amb mobles i serveis bàsics; les cabanes o bungalous de fusta, estructures permanents amb bany i cuina; les tendes bell i tipis, inspirades en habitatges tradicionals i decorades amb estil; les cúpules geodèsiques, estructures semiesfèriques amb vistes panoràmiques; els hotels bombolla, transparents i ideals per observar el paisatge; les iurtes mongoles, tendes circulars adaptades al confort modern, i les cabanes als arbres, pensades per a una experiència elevada i immersiva.